# Narzes Petar XIX. Tarmuni
Narzes Petar XIX. Tarmuni (arm. Ներսէս Պետրոս ԺԹ. Թարմունի; Kairo, 17. siječnja 1940. – Beirut, 25. lipnja 2015.) bio je katolikos patrijarh Cilicije, odnosno poglavar Armenske katoličke Crkve od 1999. do 2015. godine. Na tom je položaju naslijedio Ivana Petra XVIII. Kasparjana.

## Životopis
Tarmuni je rođen kao drugo od ukupno osmero djece u obitelji Eliasa i Jozefine rođ. Azuz. Osnovnu i srednju naobrazbu stekao je na Učilištu Braće kršćanskih škola (franc. Frères des Ecoles Chrétiennes) u Kairu.
Svećenički poziv osjetio je vrlo mlad te je stoga 1958. otišao na Armensko leonijansko papinsko učilište u Rimu gdje je također studirao filozofiju i teologiju na Papinskom gregorijanskom sveučilištu. Nadležni biskup, Raphaël Bayan, zaredio ga je za svećenika u Kairu 15. kolovoza 1965. U Heliopolisu (Kairu) je bio poznat kao otac Pierre Taza.
Između 1965. i 1968. službovao je u župi Armenske katoličke katedrale Objave zajedno s o. Hovhanesom Kasparjanom koji je 1982. postao katolikos patrijarh pod imenom Ivan Petar XVIII. Od 1968. pa sve do 1990. Pierre Taza bio je kurat (vojni svećenik) u župi Svete Tereze od Heliopolisa u Kairu.
Za biskupa biskupije Aleksandrijske za Egipat i Sudan zaređen je 18. veljače 1990. Od 1992. do 1997. bio je pripadnik Katoličke hijerarhije Egipta te glavni tajnik Župnog vijeća Katoličke Crkve u Egiptu.
Kao član Sinode biskupa Armenske katoličke Crkve Pierre Taza služio je između 1993. i 1995. kao član Vijeća trojice biskupa pod izravnom nadležnosti Papinske kurije; u isto vrijeme bio je i predsjednik Patrijarhijskog povjerenstva za pozive. Od 1994. pripadnik je Stalnog sinoda.
U listopadu 1999. biskupi Svete sinode Armenske katoličke sinode izabrali su ga za katolikosa patrijarha Cilicije, nakon čega je uzeo ime Narzes Petar XIX.